# 行政院管理中英庚款董事會
行政院管理中英庚款董事會是國民政府為了管理英國退還庚款所設立的董事會，成立於1931年4月，直接隸屬於行政院。董事長為朱家驊，副董事長為馬錫爾。

## 簡介
1901年，八國聯軍失利的清朝政府於辛丑條約中，與聯軍的各國割地賠款；其賠款達四億五千萬兩白銀，分39年繳納，稱為庚子賠款，簡稱庚款。國民政府成立後，各國見中國逐漸統一強盛，均以各種理由退還或免除其款項。而「管理中英庚款董事會」正是處理妥用英國退還庚款的相關對口單位。
管理中英庚款董事會設十五名董事，其中中華民國國籍者十名、英國國籍者五名，任期各為一至三年不一。另外，該會董事長為董事之一，必須由國民政府指派。而董事會管理金額之主要功能與貢獻為：
- 水利事業
- 導淮工程
- 黃河堵口工程
- 電氣工業
- 首都（南京市）電廠
- 戚墅堰電廠
- 中有電氣試驗所
- 資源委員會

1947年12月，《中華民國憲法》施行後，管理中英庚款董事會更名為「中英文教基金董事會」。
1975年9月1日，銓敘部「臺為特三字第27428號函」：「公教人員曾在中英文教基金董事會及其前身管理中英庚款董事會任職之年資，於辦理退休時，准予併計。」